# شهرستان مک‌فرسون (کانزاس)
شهرستان مک‌فرسون، کانزاس (به انگلیسی: McPherson County, Kansas) یک سکونتگاه مسکونی در ایالات متحده آمریکا است که در کانزاس واقع شده‌است.